# Luton Shelton
Luton Shelton (ur. 11 listopada 1985 w Kingston, zm. 22 stycznia 2021) – jamajski piłkarz występujący na pozycji napastnika.